# General Electric PAC 4010

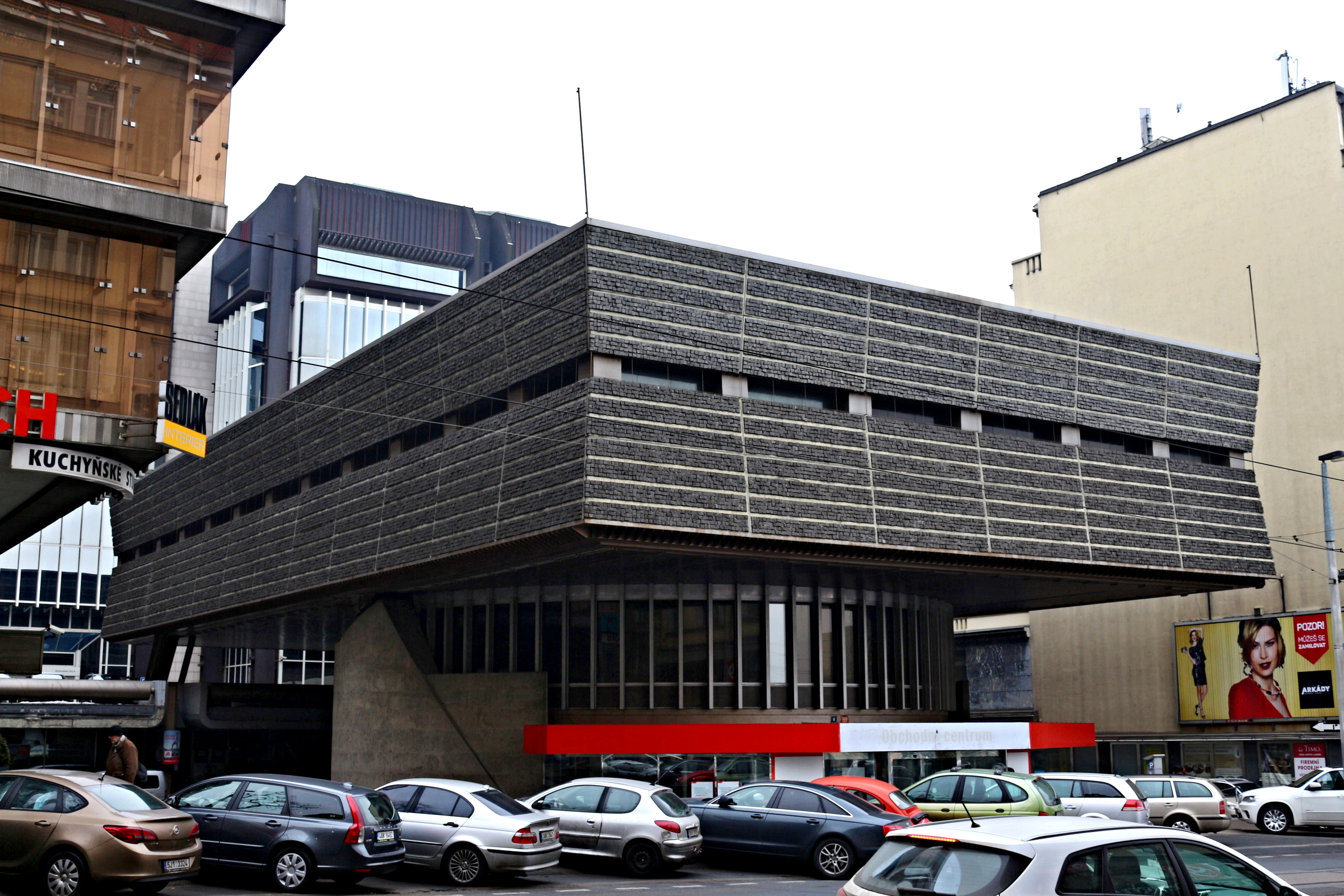
Výpočetní centrum pražského Transgasu určené pro dva sálové počítače GE-PAC 4010

General Electric PAC 4010 (též GE-PAC 4010) byl sálový počítač americké firmy General Electric z počátku sedmdesátých let 20. století. Jednalo se o levnější variantu GE-PAC 4020. GE-PAC 4010 sloužil k jednodušším výpočtům než o jeho o čtyři roky starší předchůdce. Počítač byl navržený na provádění (kontrolu) procesů v reálném čase. Zkratka PAC znamená Process Automation Computer, tedy počítač pro automatizaci procesů.